# Башта Балкана
Башта Балкана је дводнева међународна манифестација традиционалног народног стваралаштва која се одржава у Великом Извору, која се други пут организује у оквиру „Михољских сусрета села Србије”, под покровитељством Министарства за бригу о селу и Града Зајечара.
Манифестација окупља блузу 600 учесника из три земље: Србије, Грчке и Бугарске. Занимљиво је и то што у такмичењима учествују и припадници полиције Републике Србије. Наиме, заједно са учесницима из градова Зајечар и Бор и општина Бољевац, Свилајнац, Мајданпек, Сврљиг, Сокобања и Kњажевац, већ трећу годину заредом такмиче се у традиционалним спортским дисциплинама: борба на брвну, надвлачење конопца, бацање бале сена преко пречке, а изабрани су  најбољи орач и најмлађи орач.
Организована су такмичења у припреми традиционалних кулинарских специјалитета и приређен програм намењен најмлађима. Организоване су радионице, дечји маскенбал, сликање са маскотама, лед робот, трка са млекарским кантама. У богатом културно-уметничком програму 2022. године учествовали су KУД-ови из Зајечара, Великог Извора, Kопривнице, Вражогрнца, Халова, Гамзиграда, Дубочана и Рготине, Сумраковца, Градскова, Луке, као и гости из два KУД-а из Солуна у Грчкој и из Мездре у Бугарској. Публику су посебно одушевили чланови фолклора Хорефтики академије Пефкон из Солуна, чији су гости летос били чланови KУД-а „Ђорђе Генчић” из Великог Извора. Они су извели игре са Крита и других грчких острва, у част српских бораца из Првог светског рата, али и традиционални грчки сиртаки. У оквиру културне сарадње потписана је Повеља о братимљењу Великог Извора и Солунске општине.